# Xã Brown, Quận Franklin, Ohio
Xã Brown (tiếng Anh: Brown Township) là một xã thuộc quận Franklin, tiểu bang Ohio, Hoa Kỳ. Năm 2010, dân số của xã này là 2.293 người.